# Granica gambijsko-senegalska
Granica gambijsko-senegalska – granica międzypaństwowa dzieląca terytoria Gambii i Senegalu o długości 740 kilometrów.
Początek północnego odcinka granicy znajduje się na wybrzeżu Oceanu Atlantyckiego, Buniada Point, następnie biegnie w kierunku wschodnim równolegle do rzeki Gambia. Na zachód Genoto dochodzi do rzeki, przecina ją i przybiera kierunek zachodni, biegnie równolegle do rzeki Gambia i dochodzi do wybrzeża Oceanu Atlantyckiego na południe od miejscowości Kartung.
Granica powstała w 1965 roku po proklamowaniu niepodległości przez Gambię.
Granice Gambii jako kolonii brytyjskiej wyznaczono na konferencji paryskiej w 1889 roku.